# Ministerio de Salud Pública (Costa Rica)
El Ministerio de Salud (MinSa) de Costa Rica es el ministerio de gobierno encargado de dirigir a los actores sociales para el desarrollo de acciones que protejan y mejoren el estado de la salud pública. Sus funciones principales son las de gestionar el sistema de salud del país, supervisar el funcionamiento de los hospitales, clínicas y otros establecimientos de salud, tanto públicos como los de la Caja Costarricense de Seguro Social, así como, los establecimientos de salud privados; además de, emitir los permisos de salud para comercios, eventos públicos y negocios.
Establecido el 4 de junio de 1927 como la Secretaría de Salubridad Pública y Protección Social, está dirigido por un ministro, quien actúa como el principal responsable de la organización y la formulación de la política de salud nacional. La Dirección General de Salud es la principal división del Ministerio y está dirigido por un director general. Desde el 28 de noviembre de 2018, el Ministerio es dirigido por la actual segunda vicepresidente Mary Munive Angermüller, quien fue nombrado por el actual presidente de la República, Rodrigo Chaves Robles, tras la renuncia de la anterior ministra.

## Historia

### Antecedentes
Los orígenes del Ministerio de Salud Pública de Costa Rica se remontan a 1836, cuando el jefe de Estado Braulio Carrillo Molina autoriza al Poder Ejecutivo para que dictara medidas para erradicar la enfermedad del cólera mediante el establecimiento de las llamadas "juntas de sanidad". Las juntas de sanidad se encargarían, por el resto del siglo XIX, de prevenir la propagación de enfermedades entre la población costarricense y los policías. El 23 de julio de 1845 finaliza la construcción del Hospital San Juan de Dios, el primero en la historia de Costa Rica, y para su administración se dispuso la creación de una junta de caridad. Entre los presidentes de la junta se encontró el médico Carlos Durán Cartín, quien posteriormente fundaría, en 1890, el Hospital Psiquiátrico Manuel Antonio Chapuí, y en 1918 el Sanatorio Dr. Carlos Durán.

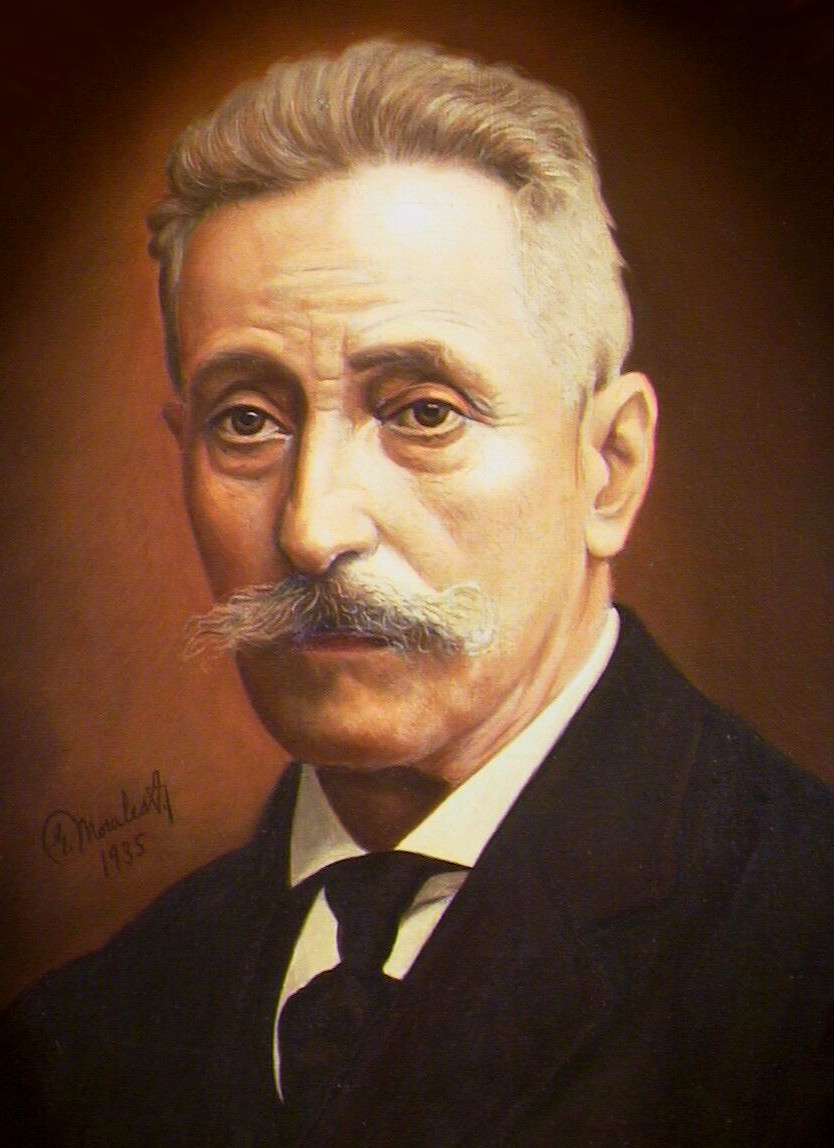
El médico Carlos Durán Cartín fue uno de los mayores colaboradores en la construcción del Ministerio de Salud.

En 1907, durante la primera presidencia de Cleto González Víquez, es incluido dentro del presupuesto nacional una partida para financiar una campaña pública contra la anquilostomiasis, un padecimiento que afectaba a la salud de principalmente la población rural costarricense. La campaña contó con el apoyo de la Comisión Sanitaria Internacional del Instituto Rockefeller, de Estados Unidos, y sentó las bases para la creación del Departamento de Anquilostomiasis, en 1915, como una dependencia de la Secretaría de Policía. Entre 1914 y 1920 surgirían otras dependencias dedicadas a otras áreas de la salud pública, por ejemplo el Departamento Sanitario Escolar, dedicado a velar por la salud de los niños del país. Una vez finalizada la campaña, en 1921, el gobierno costarricense asume plenamente la tarea de mejorar el estado de la salud pública en el país y surge una necesidad de centralizar todas oficinas dentro de una dependencia más grande y organizada. Para ello, se establece mediante el Decreto Ejecutivo n.° 1, del 12 de julio de 1922, la Subsecretaría de Higiene y de Salud Pública.
El 12 de marzo de 1923, durante la presidencia de Julio Acosta García, es promulgada la ley n.° 52, Ley sobre Protección de la Salud Pública, la cual es considerada como la primera ley general de salud del país. En ella se establece que la administración de los servicios de salud del país estaría a cargo del Estado, y que la atención de la salud a nivel local le correspondería a las municipalidades. En marzo de 1927, se establece mediante decreto ejecutivo que la Subsecretaría de Higiene y de Salud Pública se encargaría del funcionamiento y gestión de los hospitales públicos.

### Establecimiento
La Subsecretaría de Higiene y de Salud Pública asume independencia en sus funciones el 4 de junio de 1927, cuando el Congreso Constitucional promulga la ley n.° 24 que crea la Secretaría de Salubridad Pública y Protección Social. Su primer titular fue el médico y benemérito de la patria, Solón Nuñez Frutos. Uno de los primeros avances de la Secretaría fue la creación de las unidades sanitarias, precursoras de las Áreas de Salud, siendo la primera la Unidad Sanitaria de Turrialba.
Otro avance en la salud pública costarricense se da el 1 de noviembre de 1941, durante la presidencia de Rafael Ángel Calderón Guardia, cuando se emite la Ley Constitutiva de la Caja Costarricense de Seguro Social (CCSS), n.° 17, que crea el organismo mencionado como una institución semiautónoma, y por tanto, los seguros sociales en el país. Sus primeros servicios fueron los concernientes al régimen de enfermedad y maternidad y del régimen de invalidez, vejez y muerte (IVM). El 22 de octubre de 1943 esta ley es reformada y se le otorga a la CCSS total autonomía de la Secretaría de Salubridad Pública y Protección Social.

#### Ministerio
El 8 de mayo de 1948, una vez que la Junta Fundadora de la Segunda República asume el ejercicio de gobierno de facto, la Secretaría de Salubridad Pública y Protección Social toma oficialmente el nombre de Ministerio de Salubridad Pública y Protección Social, y se dividió en dos direcciones generales: la Dirección General de Salubridad Pública y la Dirección General de Asistencia Médico-Social. En 1950, se crea el Consejo Técnico de Asistencia Médico Social (CTAMS), encargado de administrar el sistema hospitalario nacional. Entre algunos avances llevados por el Ministerio después de su instauración son la creación del Reglamento para el Establecimiento y Funcionamiento de Restaurantes, en 1962, la creación de la Comisión Nacional Coordinadora de Actividades de Salud Pública Asistencia y Seguridad Social, en 1967, y la división del territorio nacional en 19 distritos sanitarios, en 1969. En 1970, el Ministerio toma su nombre actual de Ministerio de Salud Pública, y en 1972 se formula el primer Plan Nacional de Salud.
El 24 de septiembre de 1973, mediante la Ley para la Universalización del Seguro de Enfermedad y Maternidad, n.° 5349, se traslada la administración de todos los hospitales y clínicas públicas del país del Ministerio de Salud Pública a la Caja Costarricense del Seguro Social.
En 1998, el ministro de Salud Pública remite al Ministerio de Planificación Nacional una propuesta para la reestructuración del Ministerio, la cual es aprobada y se convierte en el Reglamento Orgánico del Ministerio de Salud. La Ley Orgánica vuelve a ser reestructurada en 2008 y 2019.

## Funciones
El Ministerio de Salud Pública de Costa Rica tiene, entre algunas de sus funciones, las siguientes:
- Elaborar, aprobar y asesorar en la planificación que concrete la política nacional de salud y evaluar y supervisar su cumplimiento.
- Dictar las normas técnicas en materia de salud de carácter particular o general, y ordenar las medidas y disposiciones ordinarias y extraordinarias que técnicamente procedan en resguardo de la salud de la población.
- Ejercer el control y fiscalización de las actividades de las personas físicas y jurídicas, en materia de salud, velando por el cumplimiento de las leyes, reglamentos y normas pertinentes.
- Ejercer la jurisdicción y el control técnicos sobre todas las instituciones públicas y privadas que realicen acciones de salud en todas sus formas, así como coordinar sus acciones con las del Ministerio.
- La fiscalización económica de las instituciones de asistencia médica o que realicen acciones de salud en general, cuando sean sostenidas o subvencionadas, total o parcialmente, por el Estado o por las municipalidades o con fondos públicos de cualquier naturaleza.
- Realizar las acciones de salud en materia de medicina preventiva, sin perjuicio de las que realicen otras instituciones.
- Otorgar las prestaciones de salud en materia de medicina curativa y de rehabilitación, a través de los organismos creados al efecto, sin perjuicio de las que realicen otras instituciones.
- Realizar todas las acciones y actividades y dictar las medidas generales y particulares, que tiendan a la conservación y mejoramiento del medio ambiente, con miras a la protección de la salud de las personas.
- Importar en forma exclusiva y directa, drogas estupefacientes, sustancias y medicamentos que por su uso pueden producir dependencia física o psíquica en las personas.
- Mantener un sistema de información y estadística, relativo a la materia de salud, para cuyos efectos todas las instituciones que realicen acciones de salud pública y privada, están obligadas a remitir los datos que el Ministerio solicite, todo conforme al reglamento respectivo.

## Organización

### Ministro
El ministro es el titular de la cartera y quien actúa como el principal responsable de la organización y la formulación de la política de salud nacional. Es el encargado de la dirección del Ministerio, su organización y de la formulación de su política y es nombrado por el presidente de la República. Para cumplir con sus funciones, el ministro podrá dictar reglamentos y disposiciones pertinentes y tomar las providencias del caso. Desde el 10 de mayo de 2023, el Ministerio es dirigido por Mary Denise Munive, quien fue nombrado por el actual presidente de la República, Rodrigo Chaves Robles, tras la renuncia de la anterior ministra.
Entre otras de sus funciones, se encuentras las de declarar el estado de peligro de epidemia y fijar las zonas de endemia o infectadas por enfermedades transmisibles en el país, declarar de venta libre o sujetos a restricción en su importación, venta, administración, prescripción, rotulación o propaganda los medicamentos que estime convenientes, declarar adoptadas las normas sanitarias internacionales cuando no requieran aprobación legislativa, declarar tóxicos o peligrosos y sujetos a restricción, sustancias, productos o bienes materiales que constituyen riesgo o peligro para la salud de las personas, entre otras funciones. A la ministra le acompañaran en sus funciones los viceministros, así como un despacho de ayudantes y asesores.

### Viceministros
El presidente de la República podrá nombrar a dos viceministros quienes asumirán las funciones y atribuciones estipuladas en la Ley General de la Administración Pública, entre ellas la de reemplazar al ministro en su ausencia. Los viceministerios son actualmente ocupados por Alexei Carrillo Villegas y Carolina Gallo Chaves.

### Dirección General de Salud
La Dirección General de Salud es la principal unidad organizativa del Ministerio de Salud Pública y está dirigida por un director general. El departamento se encarga de orientar y conducir la gestión del Ministerio y de administrar todos los procesos institucionales, garantizando la implementación de las políticas institucionales dictadas por el jerarca de la institución. La Dirección General de Salud se estructura en las siguientes direcciones y dependencias:
- La Dirección de Regulación de Productos de Interés Sanitario
  - Departamento de Normalización y Control
  - Departamento de Registros
- La Dirección de Protección Radiológica y Salud Ambiental
  - Departamento de Protección Radiológica
  - Departamento de Salud Ambiental
- La Dirección de Investigación y Tecnología en Salud
  - Departamento de Investigaciones en Salud
  - Departamento de Tecnologías en Salud
- La Dirección de Vigilancia de la Salud
  - Departamento de Indicadores de Salud
  - Departamento de Epidemiología
- La Dirección de Servicios de Salud
  - Departamento de Armonización de los Servicios de Salud
  - Departamento de Recursos Humanos en Salud
  - Departamento de Economía de la Salud
- La Dirección Administrativa Financiera
  - Departamento de Desarrollo Humano
  - Departamento de Finanzas, Bienes y Servicios

#### Dependencias
- La Dirección Nacional de CEN-CINAI.
- El Instituto sobre Alcoholismo y Farmacodependencia (IAFA)
- El Instituto Costarricense de Investigación y Enseñanza en Nutrición y Salud (INCIENSA)
- El Patronato Nacional de Rehabilitación
- La Comisión Nacional de Vacunación y Epidemiología
- La Oficina de Cooperación Internacional de la Salud (OCIS)
- El Consejo Técnico de Asistencia Médico Social (CTAMS)
- El Consejo Nacional de Investigaciones en Salud (CONIS)
- El Consejo Interinstitucional a la Madre Adolescente
- La Auditoría General de Servicios de Salud
- La Secretaría Técnica de Salud Mental